# ZTF J0139+5245
ZTF J0139+5245 (также J0139 и ZTF J013906.17+524536.89) — белый карлик на расстоянии около 172.9 парсеков от Солнца в созвездии Персея Второй белый карлик, после WD 1145+017, наблюдавшийся транзитным методом, показавшим наличие планетного вещества. У звезды наблюдаются глубокие неправильной формы минимумы в спектре вследствие возможных прохождений остатков разрушенной планеты. Два прохождения были обнаружены в течение 210-дневного периода наблюдения кривой блеска, полученной в обзоре Zwicky Transient Facility (ZTF). Каждое прохождение длилось 25 дней и приводило к падению блеска на 30−45%. Два прохождения разделены по времени 110 днями, этот интервал существенно больше орбитального 4,5-часового орбитального периода WD 1145+017. Если основываться на данных этих прохождений, то следующее прохождение должно было произойти приблизительно 15 октября 2019 года. Исследовательская команда для последующих наблюдений договорилась о сотрудничестве с обсерваторией Лас-Камбрес.

## Характеристики звезды
Белый карлик обладает массой около 0,54 массы Солнца и температурой 10530 ± 140 K,  lg (g) равен 7,86 ± 0,06.
Видимая звёздная величина объекта составляет 18,4. Следовательно, для наблюдения невооружённым глазом звезда слишком слаба. 
Обнаружено, что на кривой блеска звезды возникают глубокие минимумы неправильной формы, что может указывать на наличие разрушенной планетной системы.

## Планетная система

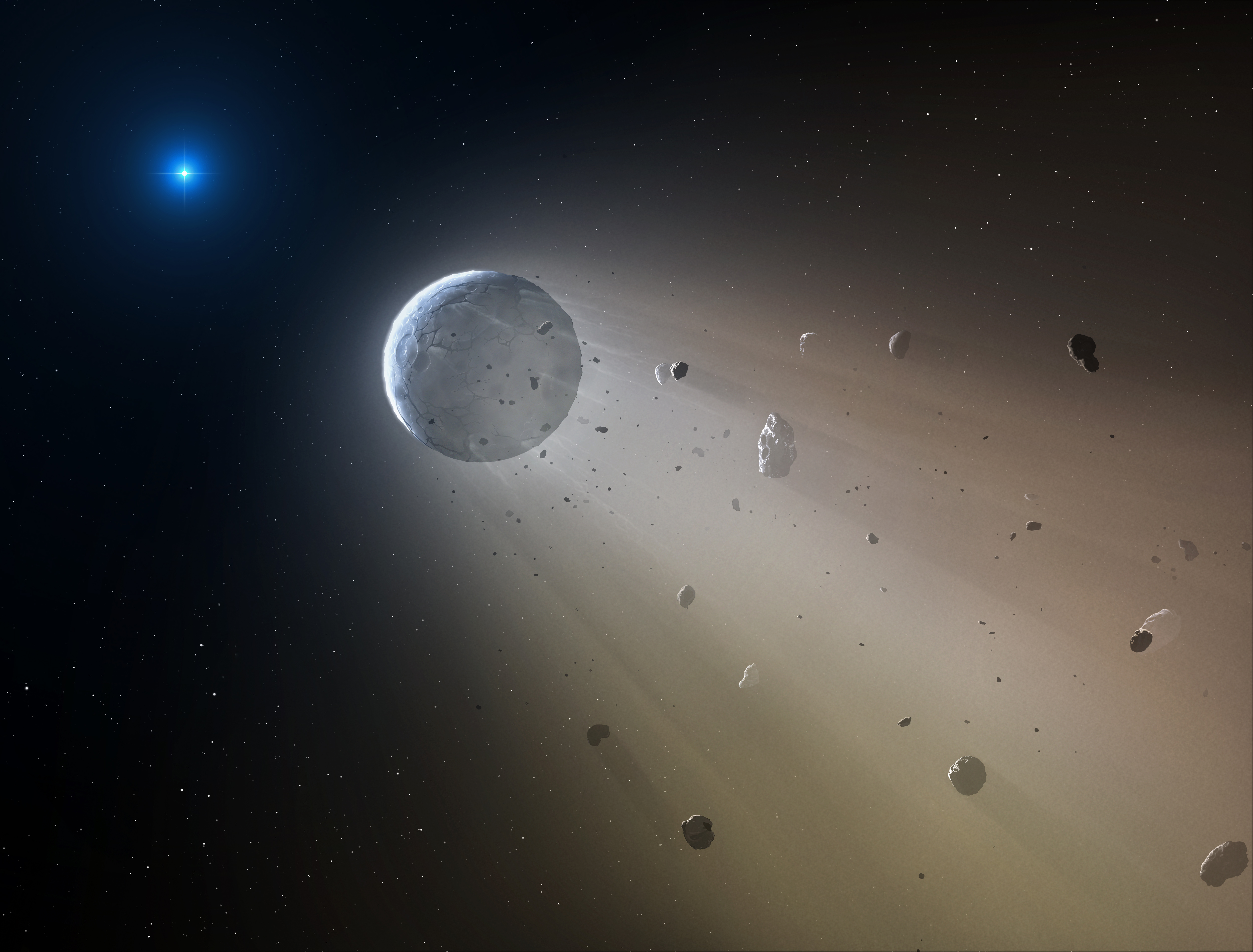
Планетарный объект, испаряемый родительской звездой (художественное представление)

Предположительно, планетезималь, ZTF J0139+5245 b, разрушается центральной звездой.